# Arroyo del Sauce (Arroyo Don Esteban)
Der Arroyo del Sauce ist ein Fluss in Uruguay.
Der Arroyo del Sauce, einer von zwei gleichnamigen Nebenflüssen des Arroyo Don Esteban Grande, entspringt auf dem Gebiet des Departamento Río Negro einige Kilometer südlich der Stadt Young. Von dort in einem halbkreisartigen, nach Süden geöffneten Bogen verlaufend, mündet er als rechtsseitiger Nebenfluss in den Arroyo Don Esteban Grande.